# Ichwān

Von den Ichwān verwendetes Banner

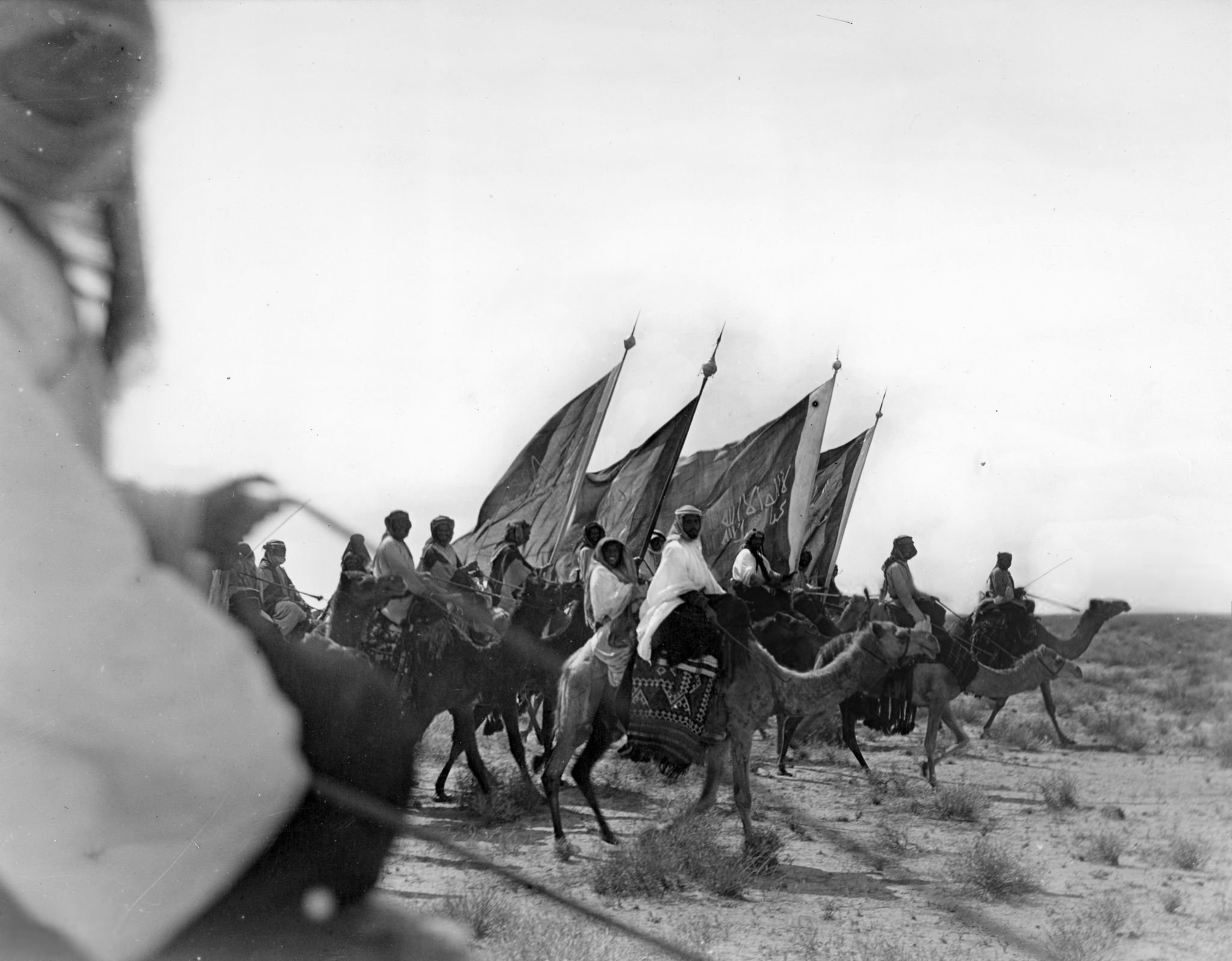
Kamelreiter-Kavallerie der Ichwan

Die Ichwān (arabisch الإخوان, DMG al-Iḫwān ‚die Brüder‘) waren eine wahhabitische Bewegung in Saudi-Arabien.
Um die Gründung der Ichwan (Bruderschaft) in den Jahren 1911/12 ranken sich viele Legenden. Von der offiziellen Geschichtsschreibung Saudi-Arabiens wird sie dem Staatsgründer Abd al-Aziz ibn Saud zugeschrieben. Danach wurde sie von ihm ins Leben gerufen, um die Bewegung der Wahhabiten zu erneuern. Durch die Aufnahme von Mitgliedern über alle Stammesgrenzen hinweg sollte der Partikularismus der Stämme neutralisiert werden, der den Aufbau eines modernen Staates unter der Dynastie der Saud behinderte. Zweck war auch die Zwangsansiedlung von Beduinen in den Oasen, um leichter rekrutierbare Truppen für die Kämpfe gegen andere Stämme zur Verfügung zu haben und so das Königreich auszuweiten.
Es gibt jedoch auch Hinweise, dass Ibn Saud nur eine schon bestehende Bewegung verstärkt hat. In dieser Bewegung siedelten sich junge Beduinen in religiösen Gemeinschaftssiedlungen, den Hudschar, an, in denen sie von Gelehrten in der Lehre Abd al-Wahhabs, dem Gründer des Wahhabismus unterwiesen wurden. Die erste Siedlung soll in al-Artaqiyya 250 km nordöstlich von Riad gewesen sein. Die so zu fanatischen Glaubenskämpfern gewordenen Beduinen, die wenig Erfahrung mit Ackerbau hatten, folgten dann dem Ruf wahhabitischer Prediger zum kriegerischen Dschihad, um die arabische Halbinsel von Nichtmoslems sowie nicht strikt gläubigen Moslems zu befreien. Die Prediger betonten vor allem, dass, wie im Koran versprochen, die im Dschihad Gefallenen sofort ins Paradies eingehen würden.
Auch wenn die Truppen der Ichwan bei der Unterwerfung der Beduinenstämme und im Krieg gegen Hussein vom Hedschas eine hervorragende Rolle spielten, wurden sie doch auf Grund ihres Fanatismus und ihrer konservativen Einstellung zum Problem. Ihren Forderungen, für die Kriegsanstrengungen in Form von Landrechten in dem eroberten Gebiet belohnt zu werden, wurde von Ibn Saud nicht entsprochen. Als sie daraufhin Angriffe auf Stämme in Kuwait und im Irak unternahmen, was zu internationalen Verwicklungen führte, wurden sie in einer Militärkampagne bis 1929 besiegt.